# Heritiera borneensis
Heritiera borneensis är en malvaväxtart som först beskrevs av Elmer Drew Merrill, och fick sitt nu gällande namn av André Joseph Guillaume Henri Kostermans. Heritiera borneensis ingår i släktet Heritiera och familjen malvaväxter. Inga underarter finns listade i Catalogue of Life.